# Taufbecken (Juziers)

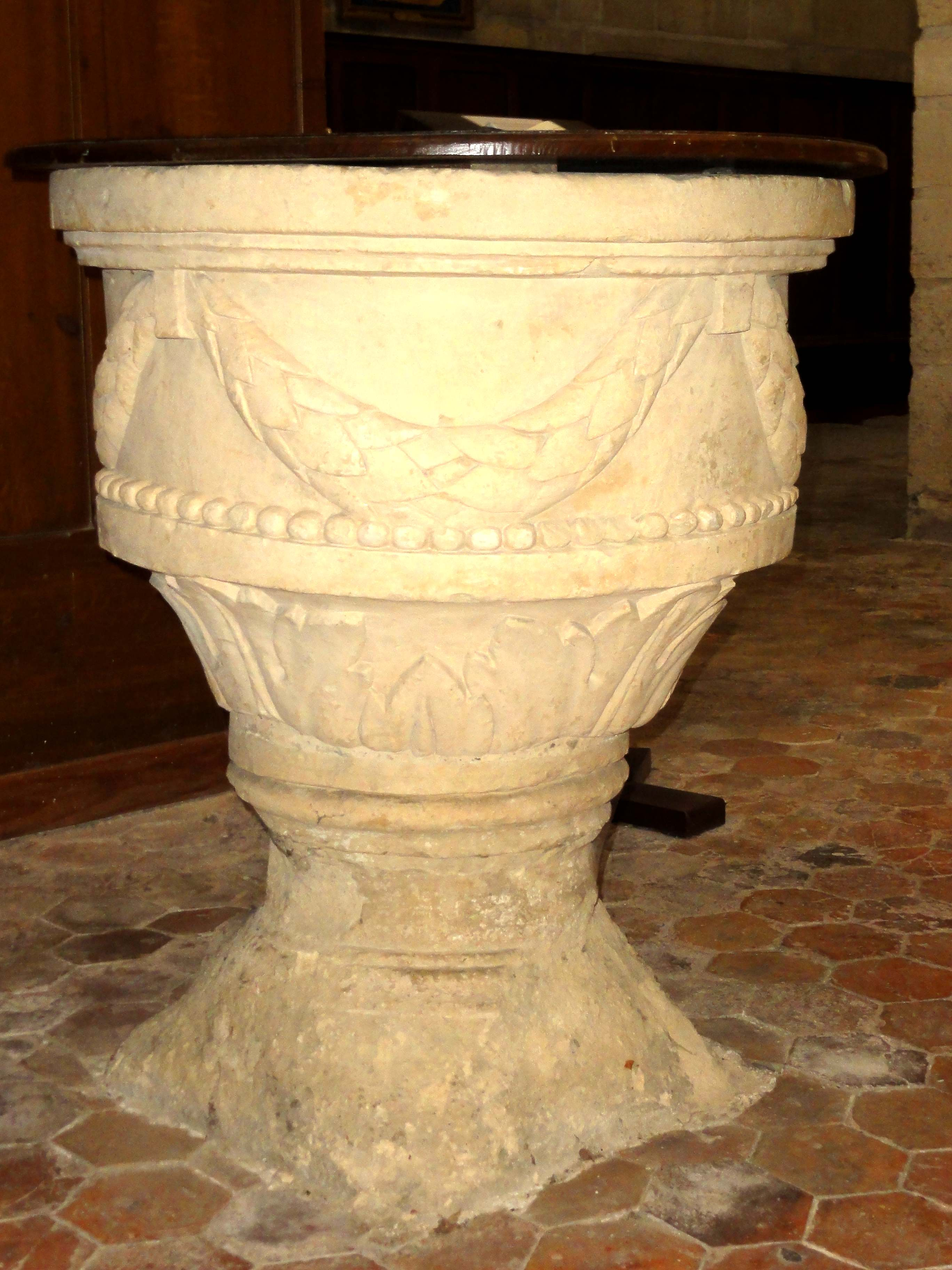
Taufbecken in Juziers

Das Taufbecken in der katholischen Kirche St-Michel in Juziers, einer französischen Gemeinde im Département Yvelines in der Region Île-de-France, wurde im 17. Jahrhundert geschaffen. Im Jahr 1905 wurde das barocke Taufbecken als Monument historique in die Liste der geschützten Objekte (Base Palissy) in Frankreich aufgenommen.
Das runde Taufbecken aus Stein steht auf einem älteren Steinsockel. Das Becken ist mit Girlanden aus Lorbeer- und Akanthusblättern geschmückt. 